# Gerardo Naranjo
Gerardo Naranjo (Ciutat de Mèxic, 6 d'abril de 1971) és un guionista, productor i director de cinema mexicà.
Va començar la seva carrera escrivint crítica de cinema. El 1997 es va inscriure en el Màster de Direcció a l'American Film Institute de Los Angeles, on es va graduar amb el curtmetratge The Last Attack of the Beast (2002), que va guanyar el DGA Student Awards. El 2004 va dirigir el primer llargmetratge, Malachance, de la que també va escriure el guió i fins i tot hi va actuar. El següent llargmetratge, Drama/Mex (2006), que fou estrenada al Festival Internacional de Cinema de Canes. i va rebre una nominació als Premis Ariel i participà al Festival de Cinema de Tessalònica. El 2008 va estrenar Voy a explotar que va obtenir el premi FIPRESCI de la crítica en el Festival de Tessalònica i tres premis en el Festival de Guadalajara. I el seu tercer llargmetratge, Miss Bala (2011), fou nominada al Goya a la millor pel·lícula estrangera de parla hispana i fou estrenada a la secció Un Certain Regard al 64è Festival Internacional de Cinema de Canes.
Durant un temps es va dedicar a dirigir episodis de sèries de televisió com Soy tu fan (tres episodis, 2010), l'episodi pilot de The Bridge (2013), tres episodis de Narcos (2016) i un de Fear the Walking Dead (2016). El 2020 va tornar a la direcció estrenant Kokoloko.

## Filmografia
- Perro negro (curtmetratge, 2001)
- The Last Attack of the Beast (2002)
- Malachance (2004)
- Drama/Mex (2006)
- Voy a explotar (2008)
- Miss Bala (2011)
- Interpol: The Rover (curtmetratge, 2018)
- Kokoloko (2020)
- Viena and the Fantomes (2020)